# Hazlo como hombre
Hazlo como hombre es una película chilenomexicana de 2017, dirigida por el director chileno Nicolás López (creador de la famosa saga de películas Qué pena tu vida y Sin filtro, que ya tuvieron sus adaptaciones mexicanas). Protagonizada por Mauricio Ochmann, Alfonso Dosal, Humberto Busto, Aislinn Derbez, Ignacia Allamand y Ariel Levy en los papeles principales.

## Argumento
Raúl (Mauricio Ochmann), Santiago (Alfonso Dosal) y Eduardo (Humberto Busto) han sido amigos desde la infancia, compartiendo siempre una vida feliz que valoran por su marcada masculinidad. Los tres se consideran verdaderos representantes de la hombría y se sienten orgullosos de su identidad masculina. Sin embargo, todo cambia cuando Santiago, quien está en una relación con una novia, revela que es gay. Esta confesión sacude a Raúl, el líder del grupo y el más homófobo, quien inicialmente se niega a aceptar la orientación de su amigo e intenta desesperadamente convencerlo de que está confundido y debe rectificar.
A medida que la situación se vuelve insostenible, los amigos de Santiago empiezan a cuestionar sus propios prejuicios y deciden aceptarlo tal como es. No solo lo apoyan en su proceso de asumir su sexualidad, sino que también aprenden valiosas lecciones sobre la tolerancia y, sobre todo, el verdadero significado de la amistad. En este camino, descubren que la aceptación y el apoyo incondicional son fundamentales para fortalecer sus lazos y crecer como individuos y como grupo.

## Reparto
- Mauricio Ochmann ... Raúl
- Alfonso Dosal ... Santiago
- Humberto Busto ... Eduardo
- Aislinn Derbez ... Nati
- Ignacia Allamand ... Luciana
- Ariel Levy ... Julián
- Luis Pablo Román ...  Psiquiatra
- Elizabeth Guindi ... Marta
- Aaron Burns ... Doctor Gringo
- Arturo Vázquez ... José María
- Matías López ... Diego
- Eduardo Domínguez ... Mendoza
- Pedro Vargas ... Personal Trainer
- Álvaro Zabaleta ... Gordo de la Ducha
- Gustavo Ascencio ... Rival 1
- Alexis Kries ... Rival 2
- Kathy Bodis ... Dama de Compañía